# Jack Slater
Jack Slater — немецкий музыкальный коллектив из Бонна, исполняющий брутальный дэт-метал.

## История
Группа была основана в 1995 году выходцем из Польши Александром Собочински (Alexander «Sobo» Sobocinski) и Себастианом Монеке (Sebastian «Sepp» Mohneke). Название группы заимствовано из фильма 1993 года «Последний киногерой», где Арнольд Шварценеггер играет роль супергероя Джека Слейтера. Песни Jack Slater описывают сцены фильмов ужасов, полны насилия и ругательных выражений, хотя сами музыканты не принимают эту атрибутику жанра всерьёз. Все песни исполняются группой на немецком языке.
В песне Rohrspast с нового альбома Blut/Macht/Frei Jack Slater презрительно высказываются о приверженцах неонацизма. В апреле 2008 года группа предложила купить их выступление на аукционе eBay. Частный концерт выиграла жительница города Монхайм-на-Рейне.

## Состав

### Текущий состав
- Хорн — вокалист
- Кевин — электрогитара
- Роберт — электрогитара
- Крис — бас-гитара
- Давид — ударные

### Бывшие участники
- Кюппер — электрогитара
- Бьёрн — бас-гитара
- Нанди — ударные

## Дискография
- 1996 — Abhängig (демозапись)
- 1998 — Crescendo (MiniCD)
- 2001 — Playcorpse
- 2004 — Metzgore
- 2008 — Blut/Macht/Frei
- 2010 — Extinction Aftermath (Unundeux Records)